# Radovan Damaška
Radovan Damaška (Ludbreg, 29. studenoga 1902. – Zagreb, 24. veljače 1989.), hrvatski farmaceut.
Bio je predavač i organizator seminara i tečajeva iz farmakoterapije.
Pokrenuo je glasilo Farmaceutski glasnik i radio u časopisu Pharmaca.
Obavljao je stručne pripreme za izdavanje farmakoterapijskoga priručnika.

## Vanjske poveznice
- Radovan Damaška Hrvatska tehnička enciklopedija, portal hrvatske tehničke baštine. LZMK